# Ana Boleyn
Ana Boleyn (eng. Anne Boleyn, također: Bullen, vjerojatno Norfolk, 1501/1507. – London, 19. svibnja 1536.) je bila druga žena engleskoga kralja Henrika VIII. i majka Elizabete I., jedne od najznačajnijih vladarica dinastije Tudor.
Razne interpretacije engleske povijesti zagovaraju mišljenje da je Ana Boleyn najfascinantnija i možda čak najvažnija kraljica-supruga na engleskom prijestolju. Njezina priča počinje vatrenom strašću i završava krvavom smrću.

## Podrijetlo
Iako je Anino podrijetlo posve obično, njezini se preci mogu, kao u svih supruga Henrika VIII., pratiti do Eduarda I. Ana je rođena kao drugo dijete Thomasa Boleyna i njegove supruge gospe Elizabete Howard. Imala je dobre društvene veze preko majčine obitelji, no otac joj je bio običan trgovac. Obitelj Boleyn je iz Norfolka, gdje o njima ne postoji stariji zapis od 1402. godine. Na prijelazu stoljeća Thomas Boleyn oženio se Elizabeth, kćeri Thomasa Howarda, grofa od Surreya. Thomas je imao sreće jer je obitelj Howard pala u nemilost nakon bitke na Bosworthskom polju. Naime, grof od Surreya borio se na gubitničkoj strani. Inače, Elizabeth bi se smatrala predobrom prilikom za njega. Elizabeth Howard je bila plodna nevjesta: Ana je imala stariju sestru koja se zvala Mary Boleyn i brata po imenu George Boleyn, koji je vjerojatno njezin mlađi brat, jer se pretpostavlja da je rođen nakon Ane.

## Odrastanje

### Obrazovanje
Thomas je vrlo rano zamijetio Aninu izvanrednu bistrinu uma i marljivost, pa je učinio sve što je mogao kako bi joj pružio dobro obrazovanje. Uz uobičajene "lekcije iz lijepog ponašanja", Ana je učila svirati na više glazbala, pjevati i plesati. Brzo je postala vješta u svemu tome, a isticala se u sviranju virginala i lutnje. Ponašala se pristojno i dostojanstveno. Njezino akademsko obrazovanje bilo je ograničeno na učenje književnih vještina: pisanje lijepim talijanskim stilom (kurzivni rukopis) i francuski jezik koji je svladala uz nešto otpora. Uz majčinu pomoć postala je vrlo vješta u vezenju, a uživala je i u poeziji, što je vjerojatno posljedica druženja s mladim pjesnikom Thomasom Wyattom koji je živio u susjedstvu, u dvorcu Allingtonu. Ana je također bila vješta u sklapanju stihova. Svrha je tog obrazovanja bila razviti one ženske vještine koje su imale vrijednost na tržištu bračnih ponuda i one koje su cijenjene na dvoru. S takvim obrazovanjem, nedvojbenom dražesti i živahnošću karaktera nije mogla ne uspjeti u privlačenju prave vrste supruga. 

### Boravak na dvoru Margarete Austrijske
Tijekom njezinog boravka na dvoru Margarete Austrijske, regentice Nizozemske, Margareta je pisala Thomasu Boleynu da je Ana:
"u mojim očima više nego dobrodošao dar. Nadam se da ću prema njoj postupati tako da ćete biti posve zadovoljni. Nalazim u njoj tako fin duh i tako lijepo ponašanje za damu njezinih godina da se osjećam više dužna prema vama što ste je poslali nego što vi možete biti dužni meni što sam je primila."

### U kućanstvu Marije Tudor i odlazak u Francusku
Ana je bila oduševljena mogućnošću službe u kućanstvu Marije Tudor, sestre Henrika VIII., pa je napisala ocu:
"Gospodine, vidim iz vašeg pisma da želite da se pojavim na dvoru i postanem poštovana žena. Usto, kraljica će blago izvoljeti razgovarati sa mnom. Tome se radujem i mislim da će razgovori s tako razboritom i rječitom vladaricom u meni povećati želju da govorim i pišem na dobrom francuskom."
Prijelaz u službe Marije Tudor mogao joj je samo koristiti, zaključila je. Čak i u toj ranoj dobi Ana je lukavo promišljala svoju budućnost.

Kad je došla u Francusku, Ana se sastala sa svojom sestrom Mary. Njih dvije bile su među onih šest djevojaka koje su smjele ostati na francuskom dvoru pošto je kralj Luj XII. otpustio ostale Marijine sluge koje su došle s njom iz Engleske. Nakon Lujeve smrti 1515. godine, Ana i Mary ostale su u službi njegove mlade udovice sve dok se ona nije ponovo udala za Charlesa Brandona, vojvodu od Suffolka, i vratila se u Englesku. Nakon toga bile su pozvane u službu nesretne kraljice Klaudije, supruge novog kralja, Franje I. Mary je ubrzo postala kraljevom priležnicom, a Anu je opisao pjesnik Lancelot de Carles:
"Postala je tako ljupka da nikad ne biste rekli da je Engleskinja, već da je rođena u Francuskoj" te da su njezino najprivlačnije obilježje bile "njezine oči, kojima se znala dobro koristiti. Zapravo, njihova moć bila je tolika da su joj mnogi muškarci postali privrženi."
Ana je prihvatila francusku modu te se kasnije opisuje njezin čudesan ukus za odijevanje. Navodno je sve dvorske dame nadmašivala "elegancijom koja se može usporediti samo s Venerom". Ona će poslije uvesti francusku kapuljaču u Englesku i to će biti moda koja na Britanskom otočju potrajati punih šezdeset godina. Francuski dvorjanin Brantôme je se prisjeća kao "najzgodnije i najviše očaravajuće među svim dražesnim damama francuskog dvora".
Anin šarm nije bio toliko u njezinoj fizičkoj pojavi koliko u živahnoj osobnosti, eleganciji, bistrini uma i drugim kvalitetima. Bila je sitne građe i odavala dojam krhkosti. Oči su joj bile crne, a kosa tamnosmeđa i jako dugačka. Imala je malene grudi u doba kada se tražila putena figura. Ana je bila nedvojbeno žena natprosječne osobnosti i dražesti, a imala je i tu neku nedefiniranu kvalitetu seksualne privlačnosti. 
U to se doba, po Brantômeu, "rijetko koja djevojka ili žena s dvora vratila čedna". Godine 1533. Franjo I. povjerio je vojvodi od Norfolka, Aninu ujaku, "da nije baš stalno živjela kreposno". Kasnije se rječitije izjasnio Henrik VIII. španjolskom veleposlaniku govoreći da su Anu iskvarili u Francuskoj te da je to shvatio eksperimentirajući u spolnom odnosu s njom. Bilo kako bilo, Ana je bila daleko diskretnija od svoje sestre Mary po tom pitanju.

## Kraljeva ljubavnica
Nakon izvjesnog vremena Ana je postala dvorska dama kraljice Katarine Aragonske kada je upoznala i Henrika VIII., koji se oko 1525. zainteresira za nju. Bio je zaintrigiran njezinom elengancijom i britkim umom, a njezina sofisticiranost i seksualna privlačnost bile su u ugodnoj suprotnosti pobožnosti i ozbiljnoj dostojanstvenosti kraljice Katarine. Ani su bile 24 godine, a Katarina se približavala četrdesetoj. Ana je u svakom pogledu bila suprotnost Henrikovoj ostarjeloj supruzi. On sam još je bio veličanstven, veći od života, u svojim srednjim tridesetima i zreo za ljubavnu vezu. Kad bi ugledao Anu, privlačila ga je snažnije od bilo koje druge žene, a kad se uzme u obzir s kojom je lakoćom ostvarivao svoja ljubavna osvajanja, nije sumnjao da će i nju uspjeti zavesti. 

Henrik je prije već ljubovao s Aninom sestrom Mary. Ana je vidjela kako ju je kralj odbacio, pa mu je rekla (kako prenosi unuk pjesnika Thomasa Wyatta, George Wyatt): 
"Mislim da Vaše Veličanstvo to govori zato da bi me iskušalo, a bez namjere da sebe, vladara, unizite. Kako bih vam uštedjela trud postavljanja sličnog pitanja ubuduće, najiskrenije molim Vaše Veličanstvo da prestane s tim i ovaj moj odgovor shvati stvarno ozbiljno. Radije bih izgubila život nego svoju čestitost, koja će biti najveći i najbolji dio miraza koji ću donijeti svom suprugu." 
"Pa gospođo,", rekao je Henrik. "uvijek se mogu nadati." 

Sada je Ana bila na redu da pokaže iznenađenje: "Ne shvaćam, najmoćniji kralju, kako se uopće možete nadati! Suprugom vam neću biti, kako zato što nisam toga vrijedna, tako i zbog toga što već imate kraljicu. Ljubavnica vam neću biti." 
Henrik je slao Ani skupe darove kao znakove svoje naklonosti. To je prihvatila, što mu je dalo nadu da će s vremenom popustiti. Čim je Ana saznala da kralj dvoji u svoj brak, shvatila je to kao svoju prednost. Ipak u njezinim žilama teče i nešto krvi Plantageneta. Ana je krenula opasnim putem kojim će morati ići s najvećom pozornošću. Što god da se dogodi, ne smije se predati kralju. Bilo je općepoznato da njegovo zanimanje za žene brzo prolazi.
Henrik je odlučio rastati se od Katarine kako bi se mogao oženiti Anu. Papa, koji je bio pod utjecajem Katarininog nećaka, španjolskog vladara i cara Svetog Rimskog Carstva Karla V., nije odobrio Henriku rastavu. Henrikse zbog tog sukoba odvojio od katoličke Crkve i osnovao anglikansku Crkvu čiji je on bio vrhovni poglavar - titula koju dan danas nosi engleska kraljica, Elizabeta II.
Kako je vrijeme odmicalo - Henrik se u međuvremenu udvarao Ani već sedam godina - Ana je postajala sve tjeskobnija. Napunila je već 28 godina, a još nisu bili vjenčani. Stalno je pritiskala Henrika da požuri proces poništenja svoga braka naglašavajući da bi ga mogla ostaviti i tražiti si podobnog supruga. 28 godina je bila već stara dob za nevjestu i rađanje zdrave djece u doba Tudora.  

## Engleska kraljica - "najsretnija žena"
Ubrzo nakon toga on i Ana su se tajno vjenčali, a 25. siječnja 1533. i javno. U svibnju iste godine službeno je poništen Henrikov prvi brak s Katarinom Aragonskom. 1. lipnja trudna Ana je bila okrunjena kraljicom Engleske u Westminsterskoj opatiji. Ana Boleyn je tek druga pučanka koja je uzdignuta do statusa kraljice supruge čovjeka koji je držao prijestolje Engleske (prva je bila Elizabeta Woodville, supruga Eduarda IV.). 
Dana 7. rujna 1533. rodila im se kći i Anino jedino dijete koje se rodilo živo, princeza Elizabeta (kasnije Elizabeta I.). Sljedeće dvije Anine trudnoće završile su pobačajem i nije uspjela Henriku roditi toliko željenog muškog nasljednika. Kralju je Ana polako dosadila i počeo se zanimati u jednu od njezinih dvorskih dama, Jane Seymour (poslije treća Henrikova žena i majka njegovog jedinog legitimnog sina, budućeg Eduarda VI.).
Nije bila omiljena na dvoru zbog svoje bahatosti i temperamenta. Nije namjeravala, poput svoje prethodnice Katarine, trpjeti nevjere i nestašluke svoga supruga. Henrika su zatekli njezini emocionalni izljevi za koje je smatrao da engleska kraljica ne bi trebala imati, pogotovo ne u javnosti.

### Uspon obitelji Boleyn
Zahvaljujući njoj, njezini su otac i ujak politički brzo napredovali, a njezine rođakinje i prijateljice su postale dio dvorskog kućanstva. Sama Ana je prije krunidbe bila prva žena koja je osobno od engleskoga kralja primila plemićku titulu.

### Opsesija Katarinom Aragonskom
Postoje razni zapisi i dokazi o tome da je Ana Boleyn kroz čitav odnos s Henrikom opsesivno razmišljala o njegovoj prvoj supruzi i voljenoj engleskoj kraljici Katarini Aragonskoj. Upućuje se na to da je bila ljubomorna na Katarinine korijene - ipak je Katarina bila kći najvećih monarha koji je svijet do tada vidio - te na njezinu neviđenu plemenitost i razboritost.
Zapisan je trenutak u kojem Ana Henriku opisuje svoj san u kojem joj se Bog obraća i govori da neće moći začeti dijete sve dok su Katarina i njezina kći Marija žive. Henrik nije bio impresioniran te je već tu pokazivao rastuću ravnodušnost prema ženi koju je nekoć strastveno volio. Međutim, poštujući Anine želje kao trudnica kojoj treba udovoljavati, nije komunicirao ni s Katarinom ni s Marijom. To je kasnije uvelike narušilo Marijino zdravlje.
Kasnije, poslije Katarinine smrti, Ana se pokušala pomiriti s Marijom. Međutim, Marija ju je dosljedno odbijala priznati kao kraljicu Engleske te je pomirenje među njima bilo nemoguće. Marija je bila zadužena kao sluškinja u kućanstvu kćeri Ane Boleyn, male Elizabete, koju je vremenom zavoljela kao svoju ljupku polusestru.

## Prva pogubljena engleska kraljica
Ana Boleyn je 2. svibnja 1536. bila uhićena i optužena za preljub, incest i veleizdaju. Gotovo je sigurno da su optužbe protiv nje bile izmišljene te da su nastale iz kraljeve želje da se riješi Ane i oženi Jane. 15. svibnja je bila izvedena pred sud i unatoč slabim dokazima i zaklinjanju u vlastitu nevinost osuđena na smrt. Branila se pred 26 plemića, među kojima je bio i njezin ujak, vojvoda od Norfolka. Iako su im odnosi bili loši posljednjih nekoliko mjeseci, osjećaji prema nećakinji su ga svladali pa je zajecao dok joj se obraćao:
"Zato što ste uvrijedili našega suverenoga gospodara i kraljevu Milost izdavši ga, ovo kaže zakon kraljevine: bit ćete spaljeni ovdje na livadi u dvorištu londonskog tornja. Nakon toga odsjeći će vam glavu, jer je tako odlučeno, za kraljev užitak.
Tada se začuo histeričan vrisak iz galerije od Anine stare dadilje. Ana je presudu prihvatila smireno, podigavši oči i rekavši:
"O, Oče, Stvoritelji, Ti koji si Put, Istina i Život, najbolje znaš zaslužujem li smrt."

Rekla je da je spremna umrijeti, no da joj je izuzetno žao ostalih, nevinih poput nje, koji će umrijeti zbog nje. Vjerovala je da je osuđena zbog drugih razloga, a ne onih koji su bili navedeni u optužnici i zaklela se da je uvijek bila vjerna kralju.
"Iako ne tvrdim da sam mu uvijek bila onoliko ponizna koliko sam trebala biti zbog dobrote koju je prema meni iskazao, priznajem da sam bila ljubomorna i da sam sumnjala u njega i nisam imala dovoljno pameti i diskrecije da to prikrijem. Bog zna i moj je svjedok - nisam protiv kralja zgriješila ni na jedan drugi način. Ne govorim ovo kako bih produžila svoj život. Bog me poučio kako ću umrijeti, on će osnažiti moju vjeru. Što se tiče moga brata i ostalih koji su nepravedno osuđeni, spremno bih više puta umrla kada bi ih to moglo spasiti, no kako vidim što se viđa kralju, spremno ću im se pridružiti u smrti, sigurna da ću s njima vječno živjeti u miru."
Navodno je njezin govor na suđenju ražalostio i njezine najgore neprijatelje. Oko gubilišta okupilo se oko 2000-3000 ljudi. Tu su bili Cromwell te njegov sin Gregory. Glava joj je odrubljena u londonskom Toweru 19. svibnja 1536. Bila je prva pogubljena engleska kraljica.
Anina rođakinja, Katarina Howard, je bila peta žena Henrika VIII. koja je isto kao i Ana bila pogubljena u Toweru 1541. pod optužbom za preljub, međutim, za razliku od Ane, ona je to i počinila.

## Poslije smrti
Nakon samo dva tjedna Londonom su počele odjekivati balade u kojima je prikazana kao nepravedno osuđena mučenica. Tako je nastala legenda koja se održala sve do naših dana.
Thomas Boleyn, grof od Wiltshirea, bio je slomljen čovjek koji se sa suprugom groficom povukao s kraljevskog dvora u svoj dvorac Hever. Grofica je umrla 1538. godine i pokopana u Howardovu prolazi u crkvi pokraj palače Lambeth. Anin otac, grof, umro je godinu dana poslije, a pokopan je u crkvi dvorca Hevera. 
Njihov unuk i sin Mary Boleyn, Henry Carey, postao je vikont Hunsdon u doba Elizabete I. Bio joj je prilično drag. 
Sin Aninog brata, Georgea Boleyna, nosio je isto ime kao i otac te postao dekan škole u Lichfieldu.
U kraljevskim palačama su bili uklonjeni Anini inicijali sa svih površina te su bili zamijenjeni inicijalima Jane Seymour. Skinuti su i svi Anini portreti, kao da nikada nije postojala. Ipak, tijekom godina koje su mu preostale, kralja su više puta čuli kako je zaziva.

## Mitologije
O Ani postoji puno legendi, a jedna od njih je da se njezin bezglavi duh, s odrubljenom glavom u rukama, pojavljuje u londonskom Toweru, gdje je i pogubljena.
Međutim, jednom kada je njezina kći Elizabeta zasjela na prijestolje, obnovila je zaostavštinu svoje majke naručivši nekolicinu portreta i poričući sve zle glasine o njoj.